# جیمز کولتر
جیمز کولتر (انگلیسی: James Coulter؛ زادهٔ ۱۹۵۹) کارآفرین، سرمایه‌دار و مدیر ارشد اجرایی آمریکایی است، که در سال ۱۹۹۲ با مشارکت دیوید باندرمن و ویلیام پرایس، شرکت تی‌پی‌جی کپیتال را تأسیس نمود.